# 聖喬治-伯伊

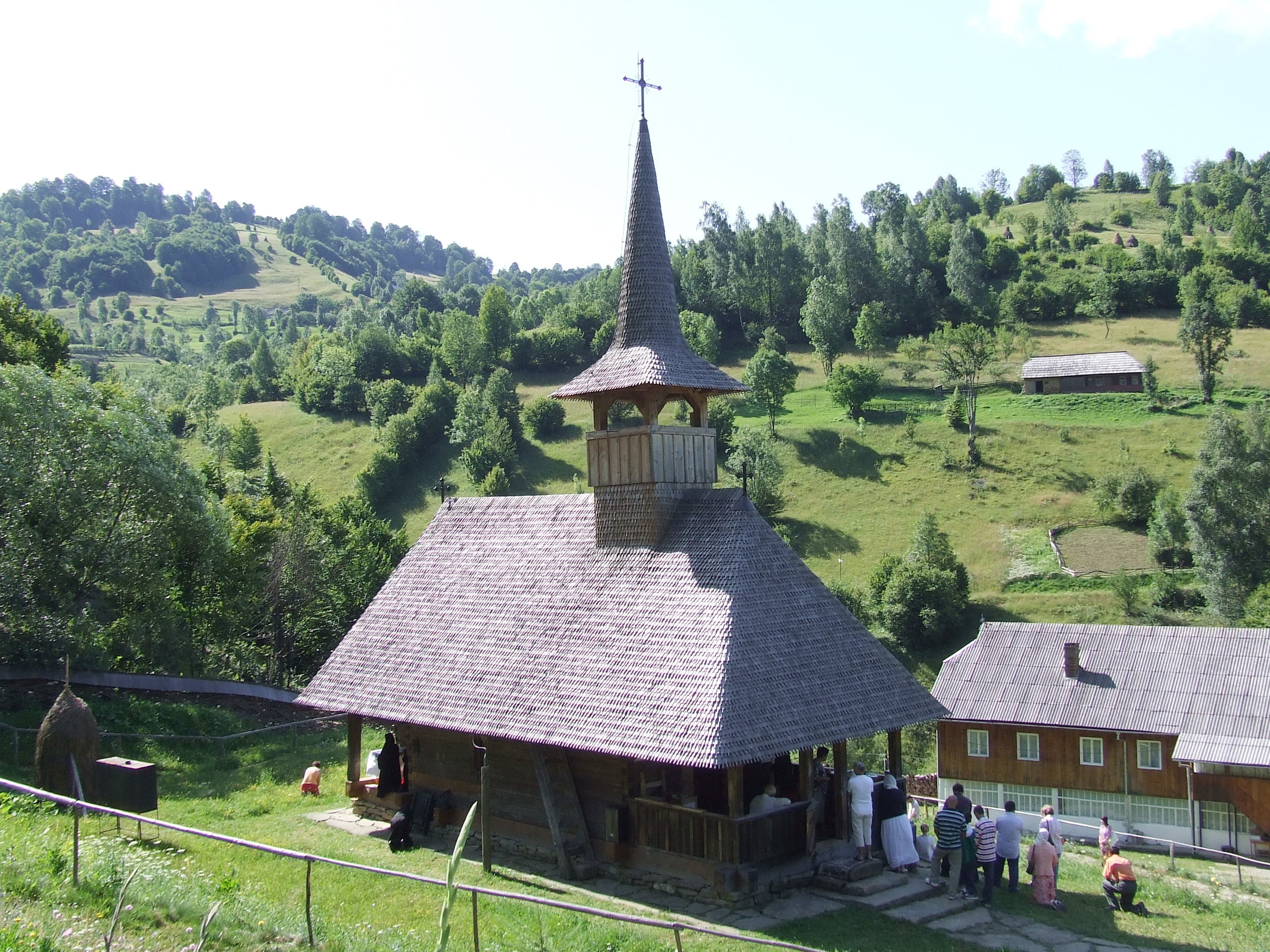

47°22′12″N 24°40′48″E / 47.37000°N 24.68000°E
聖喬治-伯伊（羅馬尼亞語：Sângeorz-Băi），是羅馬尼亞的城鎮，位於該國北部，由比斯特里察-訥瑟烏德縣負責管轄，面積146.8平方公里，海拔高度446米，2011年人口9,679，人口密度每平方公里66人。